# Villa Ferrari Casnedi Casati Stampa di Soncino
Villa Ferrari Casnedi Casati Stampa di Soncino è una villa nobiliare seicentesca di Cinisello Balsamo, successivamente rimaneggiata verso la metà del Settecento. Storicamente collocata ai margini settentrionali dell'abitato storico di Balsamo, si affaccia oggi su piazza Soncino.

## Storia

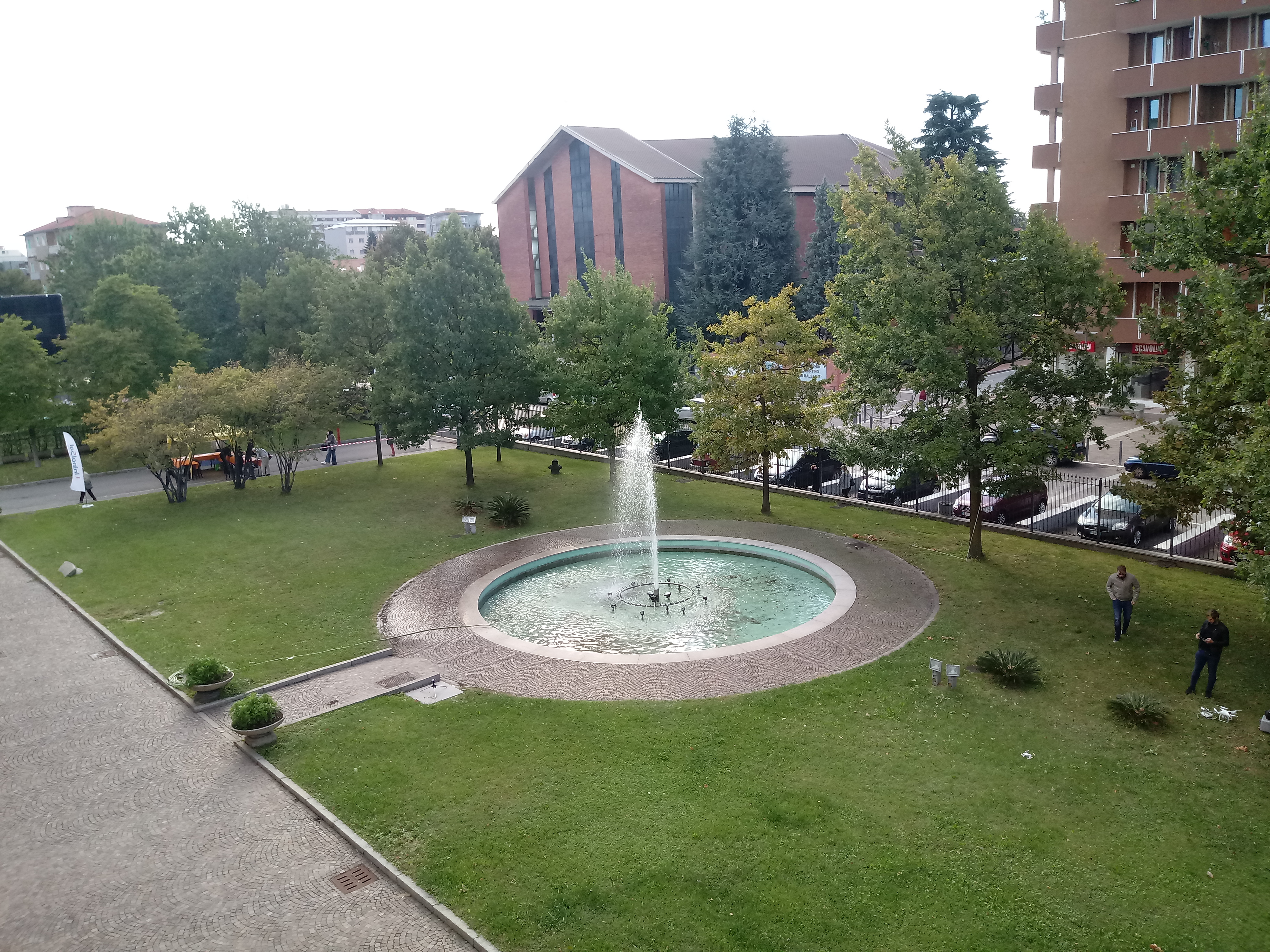
Ingresso della villa, con alle spalle la chiesa parrocchiale di San Martino in Balsamo

La villa venne costruita fra il 1590 e il 1608 per conto di una famiglia di proprietari fondiari balsamesi, i Ferrari, che la cedettero già nel 1641 a Francesco Maria Casnedi, che ne promosse una prima campagna di decorazione e affreschi. Rimasta per un secolo di proprietà della famiglia Casnedi, venne venduta verso la metà del Settecento dal marchese Ottavio a Carlo Francesco Stampa, generale al servizio di Maria Teresa d'Austria. Egli portò avanti una seconda campagna decorativa (1745-1751), in concomitanza con un più generale rinnovamento stilistico. Con l'estinzione della famiglia Stampa, subentrò per accordi matrimoniali la famiglia Casati, col nome di Casati Stampa di Soncino.
La villa continuò ad essere abitata fino al 1945, quando il marchese Camillo I Casati Stampa di Soncino (1877-1946) la affittò ai Padri Paolini come seminario. In un primo momento i seminaristi andarono ad occupare le stanze della villa, riadattate a camerate; verso la fine degli anni cinquanta si provvedette invece alla realizzazione di un apposito edificio appena a est della villa, su progetto originario di Antonio Cassi Ramelli.
Fra il 1955 e il 1965 vennero portati avanti inoltre dal marchese Camillo II Casati Stampa di Soncino (1927-1970) pesanti interventi sulla villa, che videro la demolizione dell'ala destra dell'edificio; gli interni invece - svuotati dal seminario - ospitarono uffici e la tipografia stessa delle Edizioni Paoline. Nel 1967 l'edificio venne infine donato dal marchese alla Società San Paolo, che ne detiene tuttora la proprietà.

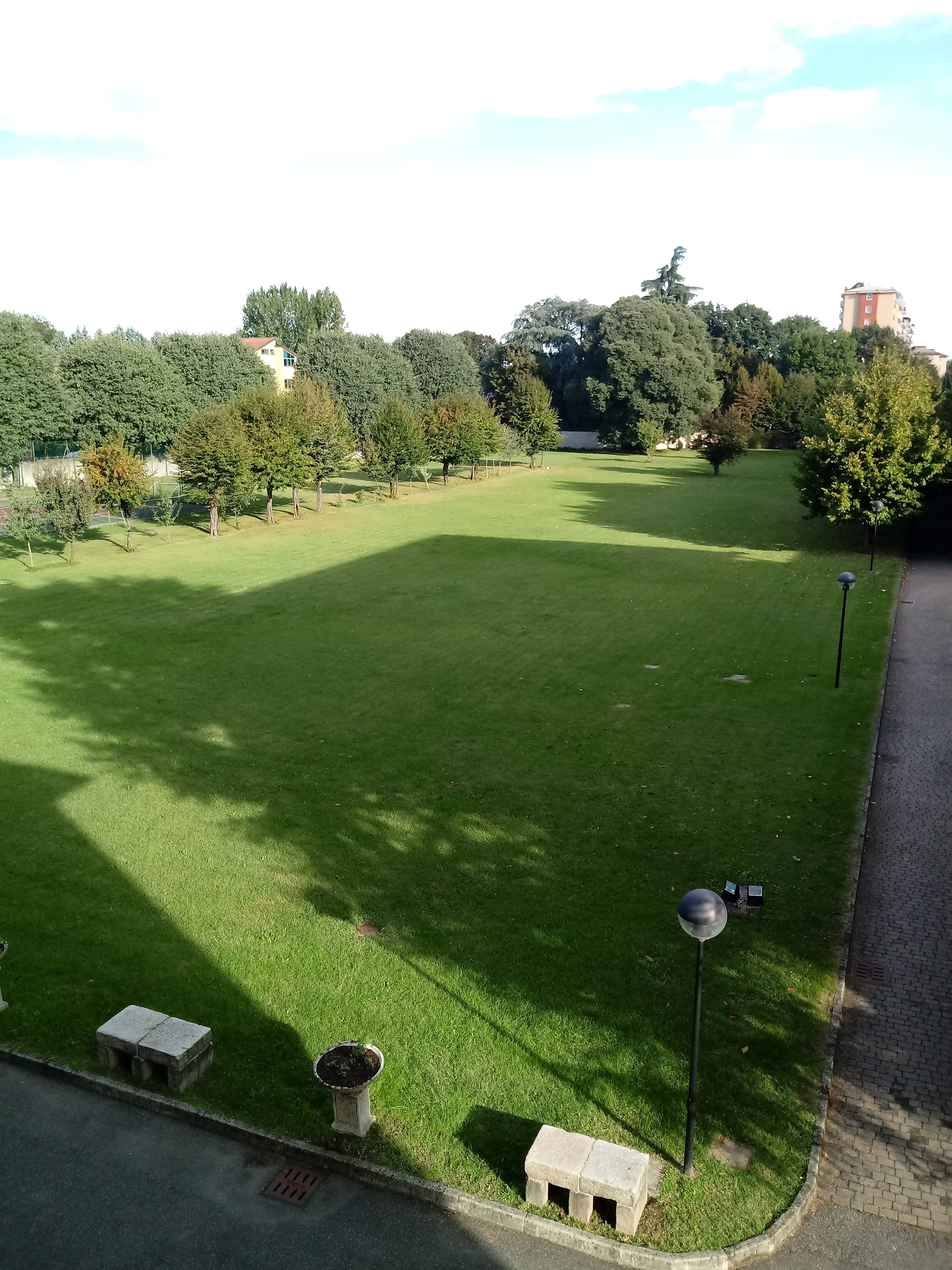
Giardino alla francese sul retro della villa

## Caratteristiche

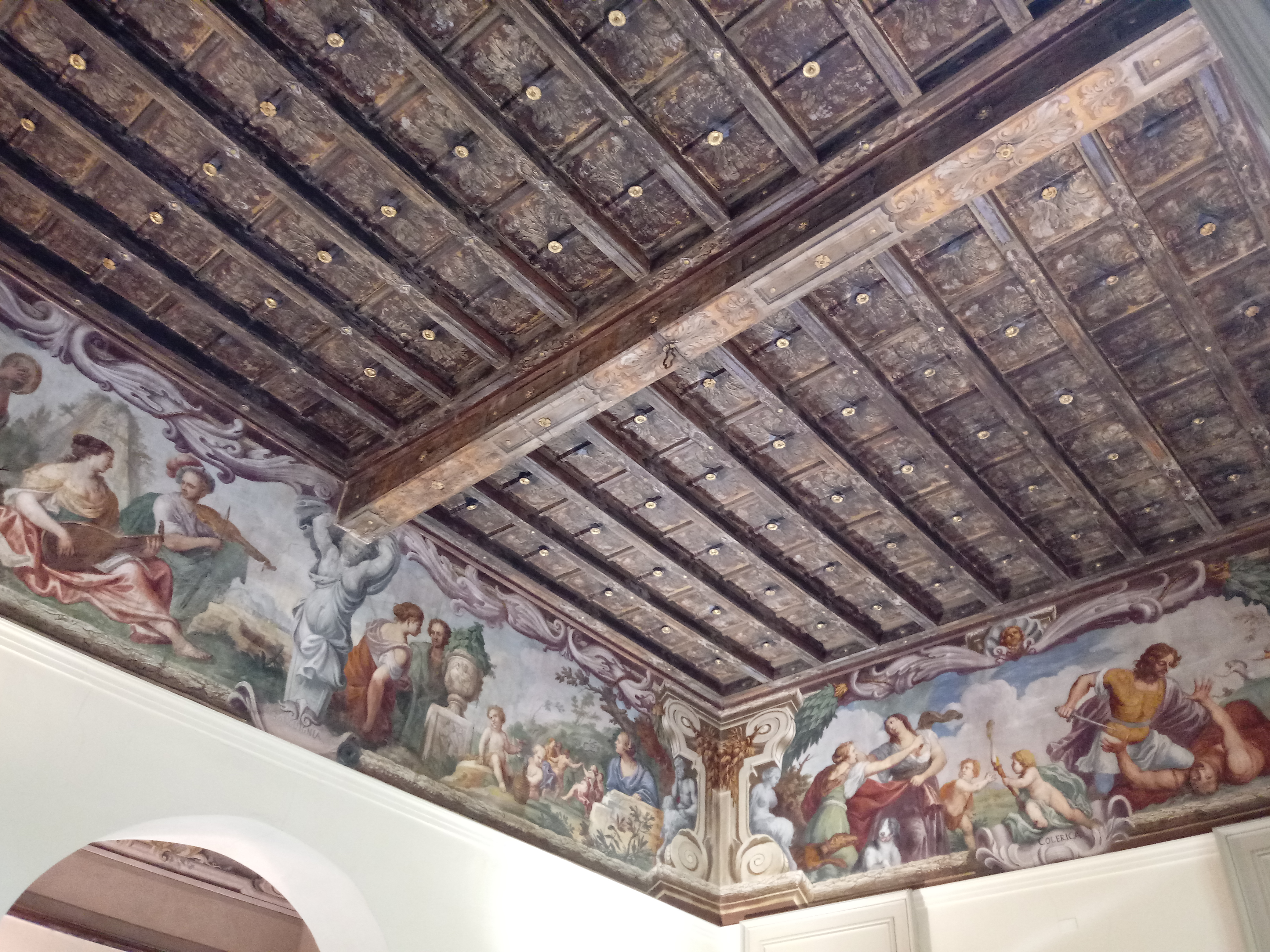
Soffitto interno affrescato

La villa si sviluppa a partire da una pianta rettangolare, su due piani fuori terra; la facciata - asimmetrica - si caratterizza per una spiccata monumentalità, con un portico architravato a cinque fornici e un arco d'ingresso al pian terreno, sovrastato al piano nobile da una loggia. Al bianco dell'intonaco si accompagnano modanature di colore grigio in corrispondenza delle luci. Originale la disposizione invertita degli spazi interni dell'edificio, che vede gli ambienti di rappresentanza destinati al ricevimento al pian terreno. Sull'architrave di un camino al pian terreno sono scolpiti un'aquila e tre alberi tra loro legati, stemma dei Casnedi.
Fra il 1997 e il 2004 in accordo col Comune di Cinisello Balsamo è stato portato avanti un restauro, che ha visto la riapertura del loggiato al piano superiore e la demolizione dei corpi bassi che chiudevano il complesso su piazza Soncino, sostituiti da una cancellata. Sempre in quest'occasione sono stati restaurati anche gli affreschi di Agostino Santagostino, risalenti al 1685: sono state così rimosse alcune successive spugnature, maldestramente apposte per coprire nudità e scollature eccessive. Risultano invece disperse le statue ad ornamento delle nicchie del salone principale, così come la quasi totalità della quadreria, gli arredi e la sala d'armi, di cui resta esclusiva documentazione in alcune foto d'epoca.
Alle spalle della villa si apre un ampio giardino alla francese, storicamente caratterizzato dalla presenza di due cannocchiali prospettici: il primo, nord-sud, frontale alla villa, si sviluppava oltre la cancellata e il portale con le statue di Apollo e Diana; il secondo, est-ovest, interessava i due portali laterali. Di questi portali laterali, sopravvive oggi una parte di quello orientale, addossata al nuovo edificio adibito a seminario; si è conservato al contrario integro il portale settentrionale, oltre il quale - nella via Fratelli Cervi - è riscontrabile l'impostazione del cannocchiale prospettico che arrivava fino alla via per Robecco, impostosi sulla successiva urbanizzazione che ha interessato le aree a nord della villa.